# Nad Zavírkou
Nad Zavírkou je přírodní rezervace na pomezí obcí Stachy a Vacov v okrese Prachatice. Chráněné území se rozkládá na jižních svazích hory Javorník, v jižním sousedství samoty Směť mezi vesnicemi Javorník a Úbislav. Důvodem ochrany jsou suché, svažité a mokřadní louky s bohatým výskytem vzácných a chráněných druhů rostlin pod komplexem lesů vrchu Javorník (1089 m n. m.).